# Luigi Pirandello
Luigi Pirandello (født 28. juni 1867, død 10. december 1936) var en italiensk dramatiker, novelle- og romanforfatter. Han modtog Nobelprisen i litteratur i 1934. Hans værker inkluderer romaner, hundredvis af noveller og omkring 40 teaterstykker af hvilke nogen er skrevet på siciliansk. Pirandello's tragiske farcer bliver ofte set som forløbere for det absurde teater. Teaterstykket "Sei personaggi in cerca d'autore" fra 1921, der brød med det konventionelle teaters rammer ved sin leg med teaterillusionen, blev hans store internationale gennembrud. 

## Underfascismen
I 1925 antog Pirandello med hjælp fra Mussolini det kunstneriske ansvar og ejerskab af Teatro d'Arte di Roma. Pirandello beskrev sig selv som "En fascist - fordi jeg er italiener". Senere udtrykte han om sig selv: "Jeg er upolitisk - en mand af verden". Hans teaterstykke "I giganti della montagna" er blevet fortolket som hans erkendelse af, at fascisterne var fjendtlige over for kulturen, men under en senere optræden i New York fremsagde Pirandello en erklæring der meddelte hans støtte til anneksion af Abessinien. Han gav sin nobelprismedalje til den fascistiske regering med det formål at omsmelte den forud for den abessinske kampagne. 